# Никифор Недев
Никифор Тодоров Недев е български учител, политик, кмет на Видин.

## Биография
Роден е на 14 септември 1861 г. в град Елена. Завършва класно училище в родния си град и става учител. През 1884 г. завършва Петропавловската духовна семинария, а след това и Киевската духовна семинария. През 1888 г. се завръща в България и започва работа като окръжен училищен инспектор в Разград. По-късно е инспектор във Видин и Берковица. Бил е директор на Видинската мъжка гимназия. Пише разказки като „Баба Пена“, „Ружа“, „Карти“, „Разпоповци“, както и новелата „Кировска улица“. Превежда книги на Гогол, Белински, Голенски, Игнатов, Монтекино, Басяс. В периода 22 юли 1922 – 7 февруари 1923 г. е кмет на град Видин. Управлява в тричленна комисия, в която са още Александър Филипов и Петър Атанасов. По време на неговия мандат се поставя началото на електрическото осветление на Видин. Осигурява на бедните парцели за построяване на къщи.. Умира на 24 декември 1927 г. в Лом.